# Fernando Maestre
Fernando Maestre Bolinches (Onteniente, 4 de diciembre de 1962) es un exfutbolista y entrenador valenciano. Como jugador ocupaba la demarcación de defensa.

## Trayectoria
Después de pasar por el Ontinyent CF, Talavera CF y UD Alzira, en verano de 1986 ficha por el CE Sabadell, equipo con el que debuta en Primera División. Esa temporada ya sería titular con los catalanes, mientras que la siguiente llega a jugar un total de 35 partidos, año en el que el Sabadell desciende a Segunda División.
Después de perder la categoría, el defensa ficha por el RCD Español, con el que juega un total de 34 partidos de la temporada 88/89, que concluye con el descenso del equipo barcelonés. Pasa un año en la categoría de plata, donde también es titular, para recuperar de nuevo la máxima categoría. En la temporada 90/91 pasa a ser suplente, juega un total de 16 partidos con el RCD Español.
La siguiente temporada ficha por el Villarreal CF, con el que asciende a Segunda División esa misma temporada. Juega un total de cinco temporadas en el equipo castellonense, en las cuales será pieza clave en la defensa villarrealense. En la 96/97,  milita una temporada en el Racing Club de Ferrol. En total, suma 254 partidos y seis goles entre Primera y Segunda División.
Se retira en la 97/98, jugando su última temporada en el Ontinyent Club de Futbol, en la Segunda División B de España.

### Como entrenador
Colgadas las botas, sigue vinculado al mundo del fútbol como entrenador. Entre 1999 y 2003 está al cargo de las categorías inferiores del Villarreal CF. En la temporada 03/04 ficha por el Ontinyent CF, con el que estará durante dos temporadas en Tercera División.
En enero de 2006 dirige al Olímpic de Xàtiva y la campaña siguiente se pone a la cabeza del Sangonera CF murciano, donde permanece hasta octubre de 2007, clasificándolo para los play-off de ascenso a Segunda División B en su primera temporada.
En la temporada 09/10 ficha, llevando su propio equipo de trabajo, por la UD Alzira, con el que queda subcampeón de su grupo y llevándolo al ascenso a la Segunda División B del Fútbol Español.